# Легашевская запань
Легаше́вская за́пань (или просто Легаше́вская) — левобережный микрорайон города Онега.

## Топоним
До запрета молевого сплава в посёлке существовала запань, что отразилось в названии посёлка.

## География
Легашевская запань расположена на левом берегу реки Онега, на 1 километр выше устья реки Малая Поньга.

## Население
В посёлке проживает около полутысячи человек.

## История
На референдуме в 1996 году жители Легашевской запани и Поньги проголосовали против придания этим посёлкам статуса сельских поселений.

## Инфраструктура
Застройка в основном одноэтажная, деревянная. Личное подсобное хозяйство с зоной сельскохозяйственного использования, индивидуальная застройка усадебного типа. Имеется также несколько двухэтажных деревянных многоквартирных домов.
В 1959 году в посёлке открылся клуб. Имеется начальная школа.

## Транспорт
Автомобильной дорогой Легашевская связана с находящимся в 3 километрах ниже по течению посёлком Поньга (Онега-3) и с деревней Ворзогоры Нименьгского сельского поселения, находящейся дальше по этой же дороге, на Поморском берегу Белого моря. Грунтовой дорогой, идущей вверх по левому берегу Онеги, Легашевская связана с деревнями Наумовская и Медведевская Порожского сельского поселения. В Легашевской имеется причал, через который осуществляются перевозки пассажиров паромом на правый берег Онеги. Зимой в Поньге оборудуется ледовая переправа.

## Топографические карты
- Лист карты P-37-5,6 Онега. Масштаб: 1 : 100 000. Состояние местности на 1982 год. Издание 1987 г.
- Лист карты P-37-5-A,B — ФГУП «ГОСГИСЦЕНТР»